# Anne-José Springorum
Anne-José Springorum (* 23. August 1952 als Anne-José Paulsen in Meerbusch) ist eine deutsche Juristin. Sie war von 2002 bis 2018 Präsidentin des Oberlandesgerichts Düsseldorf.

## Beruflicher Werdegang
Anne-José Springorum studierte Rechtswissenschaften und legte 1976 das erste, 1979 das zweite juristische Staatsexamen ab.
1979 wurde sie zur Richterin auf Probe beim Landgericht Düsseldorf ernannt. Von 1980 an war sie in der Verwaltung des Oberlandesgerichts Düsseldorf tätig, ab 1982 im Amt einer Richterin am Landgericht. 1983 wechselte sie als Strafrichterin zum Amtsgericht Ratingen. Anschließend gehörte sie einer Zivilkammer für Patentsachen beim Landgericht Düsseldorf an, bevor sie 1986 zur Erprobung in einen für Handelssachen zuständigen Zivilsenat des Oberlandesgerichts Düsseldorf berufen wurde.
Springorum, die 1987 zur Richterin am Oberlandesgericht Düsseldorf ernannt wurde, bearbeitete ab 1986 Personalangelegenheiten beim Oberlandesgericht Düsseldorf und wurde 1989 als Personalreferentin im Justizministerium des Landes Nordrhein-Westfalen tätig. Ab 1992 war sie Mitglied eines Handelssenats des Oberlandesgerichts Düsseldorf. 1996 erfolgte ihre Ernennung zur Vizepräsidentin des Landgerichts Mönchengladbach, 1998 die zur Präsidentin des Landgerichts Bochum.
Im März 2002 wurde Anne-José Springorum zur Präsidentin des Oberlandesgerichts Düsseldorf ernannt und amtierte bis Februar 2018. Ab 2003 war sie Mitglied des Verfassungsgerichtshofs für das Land Nordrhein-Westfalen. Seit Dezember 2008 war sie dessen zweite Vizepräsidentin. Ihre Amtszeit endete im Februar 2018.
2023 wurde Springorum die Ehrendoktorwürde der Juristischen Fakultät der Heinrich-Heine-Universität Düsseldorf verliehen. 2024 wurde ihr das Bundesverdienstkreuz am Bande verliehen.

## Engagement
Von 2002 bis 2007 war Springorum Vorsitzende des Beirats der Juristischen Fakultät der Heinrich-Heine-Universität Düsseldorf. 2007 wurde sie Vorsitzende des Hochschulrates dieser Universität. Darüber hinaus gehört sie dem Beirat des Industrie-Clubs Düsseldorf an.

## Veröffentlichungen (Auswahl)

### Als (Mit-)Herausgeberin
- mit Konstanze Görres-Ohnde und Monika Nöhre (Hrsg.): Die OLG-Präsidentin: Gedenkschrift für Henriette Heinbostel. 2. Auflage. Berliner Wissenschaftsverlag, Berlin 2010, ISBN 978-3-8305-1772-6. (Festschrift über eine fiktive deutsche Juristin; 1. Auflage 2007)

### Als Autorin
- Richterliches Fragerecht in der Praxis – zugleich ein Beitrag zu Frauenfragen. In: Konstanze Görres-Ohnde, Monika Nöhre, Anne-José Paulsen (Hrsg.): Die OLG-Präsidentin. BMV Berliner Wissenschafts-Verlag, Berlin 2007, S. 55–60, ISBN 978-3-8305-1444-2
- Mathias Habersack, Susanne Kalss (Hrsg.): Beitrag in Münchener Kommentar zum Aktiengesetz Teil: Bd. 5., §§ 278 – 328, SpruchG, ÖGesAusG, österreichisches Konzernrecht. C. H. Beck, München 2015, ISBN 978-3-406-63825-1.